# Onthophagus exiguus
Onthophagus exiguus là một loài bọ cánh cứng trong họ Bọ hung (Scarabaeidae).